# Ingrid Riocreux
Pour les articles homonymes, voir Riocreux.
Ingrid Riocreux est une essayiste et critique littéraire française, née en 1985.
Spécialiste de grammaire, rhétorique et stylistique, elle se consacre principalement à l'étude du langage médiatique.

## Études et profession
Ingrid Riocreux, née Molard, est agrégée de lettres modernes, docteur et chercheur associé de l'université Paris-Sorbonne, spécialiste de grammaire, rhétorique et stylistique, et plus particulièrement spécialiste du langage médiatique,,. Elle est une contributrice régulière du magazine d’actualité Causeur. Elle collabore également à la revue Front populaire de Michel Onfray et à la revue Conflits.

## Thèses défendues
En 2016, Ingrid Riocreux publie un livre sur le langage des journalistes, La Langue des médias. Selon Atlantico, il s'agit d'une « étude très fine de la langue des journalistes actuels en France et de son impact sur notre façon de comprendre le monde ». Ingrid Riocreux estime que les journalistes reproduisent « par mimétisme grégaire » la façon de parler de leurs consœurs et confrères sans se rendre compte que ce langage véhicule des points de vue propres à des courants de pensée, des préjugés, des croyances inconscientes et irrationnelles.
En 2018, elle publie Les Marchands de nouvelles. Essai sur les pulsions totalitaires des médias. Elle y estime que le langage des journalistes est marqué idéologiquement sans qu'eux-mêmes en aient conscience, et que même s'ils estiment être objectifs, ils colportent une vision du monde qui leur est propre,. Selon elle, les médias cherchent à dire ce qu’il faut penser autant qu’à informer, et sont « moralisateurs ». 
Leur langage résulte selon elle d'un choix politique, les journalistes défendant le camp qu'ils estiment être celui du progrès et du bien. Mais Ingrid Riocreux estime qu'ils n'assument pas leur engagement politique et prétendent être neutres. Selon son analyse, « le réel est labile, insaisissable, multiforme. Les médias de masse devraient renoncer à propager ce mythe de l'objectivité qui est allé de pair avec leur développement et reconnaître que toute information est orientée ».

## Ouvrages
- 2016 : La Langue des médias : Destruction du langage et fabrication du consentement, L'artilleur.
- 2018 : Les Marchands de nouvelles. Essai sur les pulsions totalitaires des médias, L'artilleur.